# Exomilus cylindricus
Exomilus cylindricus é uma espécie de gastrópode do gênero Exomilus, pertencente a família Raphitomidae.